# ستوكتون (إلينوي)
ستوكتون (بالإنجليزية: Stockton)‏ هي مدينة تقع في الولايات المتحدة في إلينوي. يقدر عدد سكانها بـ 1,862 نسمة .

## التركيبة السكانية
حدّد مكتب تعداد الولايات المتحدة بيانات التركيبة السكانية لستوكتون في تعداد الولايات المتحدة. في ما يلي، التركيبة السكانية حسب تعدادي 2000 و2010.

### تعداد عام 2000
بلغ عدد سكان ستوكتون 1,926 نسمة بحسب تعداد عام 2000، وبلغ عدد الأسر 831 أسرة وعدد العائلات 522 عائلة مقيمة في القرية. في حين سجلت الكثافة السكانية 396.3 نسمة لكل كيلومتر مربع (1,026.4/ميل2). وبلغ عدد الوحدات السكنية 894 وحدة بمتوسط كثافة قدره 184 لكل كيلومتر مربع (476.6/ميل2).
وتوزع التركيب العرقي للقرية بنسبة 99.69% من البيض و0.05% من الأمريكيين الأصليين و0.05% من الأمريكيين ذوي الأصول الآسيوية و0.21% من عرقين مختلطين أو أكثر و0.42% من الهسبانيون أو اللاتينيون من أي عرق.
بلغ عدد الأسر 831 أسرة كانت نسبة 29.5% منها لديها أطفال تحت سن الثامنة عشر تعيش معهم، وبلغت نسبة الأزواج القاطنين مع بعضهم البعض 51.5% من أصل المجموع الكلي للأسر، ونسبة 7.8% من الأسر كان لديها معيلات من الإناث دون وجود شريك،  بينما كانت نسبة 3.5% من الأسر لديها معيلون من الذكور دون وجود شريكة وكانت نسبة 37.2% من غير العائلات. تألفت نسبة 33% من أصل جميع الأسر من عدة أفراد يعيشون في نفس المنزل ونسبة 17.6% كانت تتألف من شخص يعيش بمفرده يبلغ من العمر 65 عاماً أو أكثر. وبلغ متوسط حجم الأسرة المعيشية 2.24، أما متوسط حجم العائلات فبلغ 2.83.
بلغ العمر الوسطي للسكان 40.7 عاماً. وكانت نسبة 23.1% من القاطنين تحت سن الثامنة عشر، وكانت نسبة 6.4% بين الثامنة عشر والرابعة والعشرين عاماً، ونسبة 26.4% كانت واقعةً في الفئة العمرية ما بين الخامسة والعشرين والرابعة والأربعين عاماً، ونسبة 20.6% كانت ما بين الخامسة والأربعين والرابعة والستين، ونسبة 20.1% كانت ضمن فئة الخامسة والستين عاماً فما فوق. يوجد لكل 100 أنثى 91.8 ذكر، ويوجد لكل 100 أنثى في الثامنة عشر من عمرها فما فوق 86.7 ذكر.
بلغ متوسط دخل الأسرة في القرية 35,921 دولارًا، أما متوسط دخل العائلة فبلغ 43,173 دولارًا. وكان متوسط دخل الذكور 28,594 دولارًا مقابل 23,026 دولارًا للإناث. وسجل دخل الفرد الخاص بالقرية 17,728 دولارًا. وكانت نسبة 4.5% من العائلات ونسبة 8.2% من السكان تحت خط الفقر، وكان من هؤلاء نسبة 8.2% تحت سن الثامنة عشر ونسبة 11.7% في الخامسة والستين من العمر وما فوق.

### تعداد عام 2010
بلغ عدد سكان ستوكتون 1,862 نسمة بحسب تعداد عام 2010، وبلغ عدد الأسر 794 أسرة وعدد العائلات 499 عائلة مقيمة في القرية. في حين سجلت الكثافة السكانية 383.1 نسمة لكل كيلومتر مربع (992.2/ميل2). وبلغ عدد الوحدات السكنية 867 وحدة بمتوسط كثافة قدره 178.4 لكل كيلومتر مربع (462.1/ميل2).
وتوزع التركيب العرقي للقرية بنسبة 98.50% من البيض و0.21% من الأمريكيين الأفارقة و0.11% من الأمريكيين الأصليين و0.38% من الأمريكيين ذوي الأصول الآسيوية و0.05% من الأعراق الأخرى و0.75% من عرقين مختلطين أو أكثر و1.93% من الهسبانيون أو اللاتينيون من أي عرق.
بلغ عدد الأسر 794 أسرة كانت نسبة 28.8% منها لديها أطفال تحت سن الثامنة عشر تعيش معهم، وبلغت نسبة الأزواج القاطنين مع بعضهم البعض 47.4% من أصل المجموع الكلي للأسر، ونسبة 11% من الأسر كان لديها معيلات من الإناث دون وجود شريك،  بينما كانت نسبة 4.5% من الأسر لديها معيلون من الذكور دون وجود شريكة وكانت نسبة 37.2% من غير العائلات. تألفت نسبة 32% من أصل جميع الأسر من عدة أفراد يعيشون في نفس المنزل ونسبة 16.1% كانت تتألف من شخص يعيش بمفرده يبلغ من العمر 65 عاماً أو أكثر. وبلغ متوسط حجم الأسرة المعيشية 2.28، أما متوسط حجم العائلات فبلغ 2.82.
بلغ العمر الوسطي للسكان 43.6 عاماً. وكانت نسبة 22.4% من القاطنين تحت سن الثامنة عشر، وكانت نسبة 8.1% بين الثامنة عشر والرابعة والعشرين عاماً، ونسبة 21.2% كانت واقعةً في الفئة العمرية ما بين الخامسة والعشرين والرابعة والأربعين عاماً، ونسبة 26.1% كانت ما بين الخامسة والأربعين والرابعة والستين، ونسبة 22.2% كانت ضمن فئة الخامسة والستين عاماً فما فوق. وتوزع التركيب الجنسي للسكان بنسبة 47.9% ذكور و52.1% إناث.